# Bernat III de Saxònia-Meiningen
Bernat III de Saxònia-Meiningen (Meiningen 1851 - Berlín 1928). Últim duc sobirà del petit territori del ducat de Saxònia-Meiningen i cunyat del kàiser Guillem II de Prússia.
Nascut a la capital del petit ducat de Saxònia-Meiningen, la ciutat de Meiningen, avui al land de Turíngia, era fill del duc Jordi II de Saxònia-Meiningen i de la princesa Carlota de Prússia. El duc Bernat III era net del duc Bernat II de Saxònia-Meiningen i de la princesa Maria de Hessen-Kassel per part de pare mentre que per part de mare ho era del príncep Albert de Prússia i de la princesa Marianna dels Països Baixos, essent per tant besnet del rei Frederic Guillem III de Prússia i de la mítica reina Lluïsa de Mecklenburg-Strelitz.
L'any 1876 el príncep hereu fou promès amb la princesa Carlota de Prússia, filla del kàiser Frederic III de Prússia i de la princesa reial Victòria del Regne Unit. Casats dos anys després a Berlín, un any després naixeria l'única filla del matrimoni:
- SAR la princesa Feodora de Saxònia-Meiningen, nascuda el 1879 a Berlín i morta en suïcidi el 1945 a Berlín. Es casà amb el príncep Enric XXX de Reuss el 1898.

El matrimoni responia a certs interessos. D'una banda és cert que la parella s'enamorà profundament, almenys la princesa del duc, en un viatge realitzat a l'illa de Havel. De l'altra el regne de Prússia tenia un especial interès a dominar els petits territoris que conformaven encara Alemanya i que eren herència del passat, no envà dues altres germanes del kàiser, la princesa Victòria de Prússia i la princesa Margarida de Prússia es casaren amb els prínceps hereus de les cases de Hessen-Kassel i de Schaumburg-Lippe. Era una forma més de control que el Reich tenia sota aquestes petites monarquies.
La parella construí una vida familiar realment pobre, mentre que la princesa estava centrada en la seva vida social a Berlín, el príncep sentia passió per l'arqueologia.
L'any 1914 en plena Primera Guerra Mundial, Bernat heredà el títol de duc de Saxònia-Meiningen després de la mort del seu pare, però el 10 de novembre de 1918 hagué d'abdicar després de la caiguda de la monarquia prussiana.
Un any després de la caiguda del ducat, la duquessa Carlota moria a conseqüència de la mala salut que arrossegava i l'any 1928 ho feia l'últim duc de Saxònia-Meiningen.